# سقانفار قادیکلا
سقانفار قادیکلا مربوط به دوره قاجار است و در شهرستان بابل، بخش لاله آباد، دهستان کاری پی، روستای قادیکلا واقع شده و این اثر در تاریخ ۹ بهمن ۱۳۸۶ با شمارهٔ ثبت ۲۰۶۸۳ به‌عنوان یکی از آثار ملی ایران به ثبت رسیده است.